# Криолит
Криоли́т (от др.-греч. κρύος — мороз + λίθος — камень) — редкий минерал из класса природных фторидов, гексафтороалюминат натрия Na3[AlF6]. Иногда криолитом также называют соединение состава K3[AlF6].

## Описание
Кристаллизуется в моноклинной сингонии; кубовидные кристаллы и двойниковые пластины встречаются редко. Обычно образует бесцветные, белые или серые кристаллические скопления со стеклянным блеском, часто заключают в себе кварц, сидерит, пирит, галенит, халькопирит, колумбит, касситерит. Возможна окраска примесями органических веществ.

## Происхождение
Встречается в пегматитах, образуясь из остаточных растворов, обогащённых фтором. 

## Месторождения

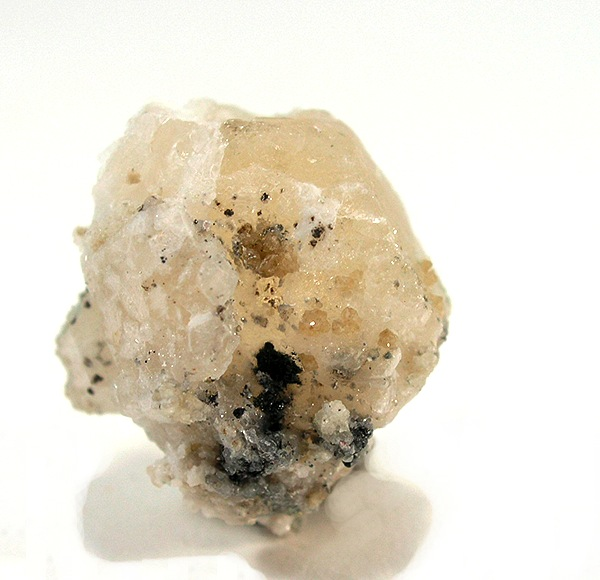
Криолит Канады

Месторождения криолита очень редки. Наиболее крупное промышленное месторождение в Западной Гренландии (Ивиттуут), где криолит образует массивные скопления среди грейзенизированного гранита в виде большого штока, вертикально уходящего на глубину, разрабатывалось до 1987 года.
Криолит найден в Ильменских горах на Южном Урале (Миасс), в Канаде и США, Колорадо.

## Применение
Криолит используется в процессе электролитического получения алюминия, в производстве плавиковой кислоты, стекла и эмалей.

## Искусственное получение
Поскольку минерал редкий, то большую часть криолита, используемого в промышленности, получают синтетически. Криолит искусственно получают из флюоритового сырья, путём взаимодействия фторида алюминия с фторидом натрия, а также действием плавиковой кислоты на гидроксид алюминия в присутствии соды.

## Безопасность
Благодаря наличию ионов фтора ядовит. ПДК в рабочей зоне 1 мг/м³ (по гидрофториду).